# Pinalia
Pinalia är ett släkte av orkidéer. Pinalia ingår i familjen orkidéer.

## Dottertaxa tillPinalia, i alfabetisk ordning[1]
- Pinalia acervata
- Pinalia acutifolia
- Pinalia amica
- Pinalia angustifolia
- Pinalia appendiculata
- Pinalia barbifrons
- Pinalia bicolor
- Pinalia bicristata
- Pinalia bipunctata
- Pinalia bractescens
- Pinalia carnicolor
- Pinalia compacta
- Pinalia concolor
- Pinalia conferta
- Pinalia copelandii
- Pinalia curranii
- Pinalia cylindrostachya
- Pinalia dagamensis
- Pinalia dasypus
- Pinalia densa
- Pinalia donnaiensis
- Pinalia elata
- Pinalia erecta
- Pinalia eriopsidobulbon
- Pinalia excavata
- Pinalia fitzalanii
- Pinalia flavescens
- Pinalia floribunda
- Pinalia graciliscapa
- Pinalia graminifolia
- Pinalia hutchinsoniana
- Pinalia jarensis
- Pinalia kingii
- Pinalia lancifolia
- Pinalia leavittii
- Pinalia leucantha
- Pinalia lineata
- Pinalia longicruris
- Pinalia longilabris
- Pinalia longlingensis
- Pinalia lyonii
- Pinalia macera
- Pinalia maingayi
- Pinalia maquilingensis
- Pinalia merrittii
- Pinalia microchila
- Pinalia multiflora
- Pinalia myristiciformis
- Pinalia mysorensis
- Pinalia obesa
- Pinalia obvia
- Pinalia ovata
- Pinalia pachyphylla
- Pinalia pachystachya
- Pinalia philippinensis
- Pinalia polystachya
- Pinalia polyura
- Pinalia profusa
- Pinalia puguahaanensis
- Pinalia pumila
- Pinalia quinquelamellosa
- Pinalia ramosa
- Pinalia recurvata
- Pinalia rhodoptera
- Pinalia rhynchostyloides
- Pinalia rimannii
- Pinalia ringens
- Pinalia saccifera
- Pinalia senilis
- Pinalia spicata
- Pinalia stricta
- Pinalia szetschuanica
- Pinalia taylorii
- Pinalia tricolor
- Pinalia tridens
- Pinalia ventricosa
- Pinalia woodiana
- Pinalia xanthocheila
- Pinalia yunnanensis